# 米本紗弥香
米本 紗弥香（よねもと さやか、1984年8月25日 - ）は、大阪府藤井寺市出身の読者モデル。デザイナーとしても活動している。

## 人物
兵庫県神戸市の甲南女子大学・日本語日本文学科に在籍。
- 特技は書道（7段）。
- サッカーファン。
- ブランドPinCuの由来はPink+Cuteから。